# روب ريان
روب ريان (بالإنجليزية: Rob Ryan)‏ هو لاعب كرة قاعدة أمريكي، ولد في 24 يونيو 1973.

## وصلات خارجية
- روب ريان على موقعبيزبول رفرنس.كوم (الدوري الرئيسي) (الإنجليزية)